# Prima donna (album)
Prima donna è il quarto album della cantante italiana Filippa Giordano pubblicato nel 2005, nonché secondo disco composto da sole cover. Nel 2006 è stato pubblicato anche in Messico.

## Successo commerciale
Il disco riscosse un gran successo in Messico rimanendo per 25 settimane nella rispettiva classifica e ricevendo un disco d'oro verso la fine del 2006.

## Tracce
1. Ave Maria – 2:50
2. Vincerai Per Me – 2:39
3. Una Voce Poco Fa – 3:43
4. Going To Win – 3:21
5. Chanson Boheme – 3:49
6. Mi Chiamano Mimì – 4:20
7. O Terra Addio – 4:50
8. Senza Mamma – 5:00
9. Quando M'en Vò – 1:52
10. O Quante Volte – 3:42
11. O Sole Mio – 4:02
12. Precious – 4:48
13. Touch The Future – 7:03
14. All On Me – 4:25
15. River – 3:57
16. When I Come Back Home – 4:34

## Classifiche
| Classifica (2006) | Posizione massima |
| ----------------- | ----------------- |
| Messico           | 19                |